# مشعل عواد سياف الحربي
مشعل عواد سياف الحربي مواطن سعودي، كان محتجزا خارج نطاق القضاء في معتقل خليج غوانتانامو الأمريكي في كوبا. كان رقمه التسلسلي في معتقل غوانتانامو هو 207. ويقدر محللون استخباراتيون أمريكيون أنه ولد في عام 1980 في منطقة المناورة بالسعودية.

## تلف الدماغ
في 3 مارس 2006، أصدرت وزارة الدفاع الأميركية 5000 صفحة من الوثائق عن المحتجزين، امتثالا جزئيا لأمر المحكمة الصادر عن قاضي محكمة المقاطعة الأميركية جيد راكوف.
وكشفت تلك الوثائق أن الحربي قد تعرض لضرر دماغي مغيراً للحياة أثناء وجوده في غوانتانامو. وتعزو سلطات المعتقل الضرر الذي لحق بالمخ إلى محاولة انتحارية في 16 يناير 2003:
ومن ناحية أخرى، يعزو الرفقاء الأسرى الضرر الذي لحق بالمخ إلى الضرب الوحشي على يد قوة الرد الفوري المثيرة للجدل في المعسكر. ويقولون إن قوة الرد الفوري كانت تدخل جميع الزنزانات في مجمع زنزانة الحربي عندما كان المعتقلون يعترضون بقوة على رواية عن إساءة استخدام القرآن.

## الإعادة إلى الوطن
نقلت رويترز عن تقرير لمنظمة هيومن رايتس ووتش قوله إن الحربي واثنين آخرين من السعوديين أعيدوا إلى السعودية في 20 يوليو 2005. واعتبارا من 26 مايو 2006، لا يزال الثلاثة محتجزين، دون توجيه تهمة إليهم، في سجن الحائر بالرياض.
واعتبارا من 26 يوليو 2007، تزوج مشعل الحربي، الذي تلقى العلاج في مستشفى في المدينة، من امرأة سعودية، وكان يأمل أن يجد عملا يجعله يعتمد على نفسه. وقبل أن يسمح له بالزواج، طلبت وزارة الداخلية السعودية منه أن يكمل عددا من برامج التأهيل المطلوبة لكافة العائدين من غوانتانامو.

## وصلات خارجية
- Saudi who suffered brain damage in Guantánamo gets married in Medina
- Episode at Guantanamo Leaves Family at a Loss